# Hollywood Hollywood
Hollywood Hollywood (1982) è un album del cantautore Roberto Vecchioni.

## Il disco
Le edizioni musicali dei brani sono le Babajaga.

## Tracce
Lato A
1. Hollywood Hollywood (Vecchioni/Paoluzzi) - 6:00
2. Ricetta di donna - Fellini 8 1/2 (Rota - Bardotti/Cassella/Savio/Vanoni/Zarrillo) - 2:44
3. Dentro gli occhi (Vecchioni) - 4:07
4. Sestri Levante (Vecchioni) - 4:33

Lato B
1. Parigi (o cara) (Vecchioni) - 7:00
2. Hollywood Hollywood [ripresa] (Vecchioni/Paoluzzi) - 1:00
3. Casa dolce casa (Vecchioni) - 5:15
4. Morgana (luce di giorni passati) (Vecchioni/Paoluzzi) - 4:30

## Formazione
- Roberto Vecchioni – voce
- Mauro Paoluzzi – chitarra acustica (A4; B2), cori (B4), chitarra elettrica (A1; A3; B1; B3-B4), sistro (A2), pianoforte, eminent (A4), vocoder (A4), tamburello (A4; B1)
- Massimo Spinosa – basso (A1; A3-A4; B1; B3-B4)
- Ellade Bandini – batteria (A1-B4); tamburello (A1); percussioni (A3)
- Mike Fraser – pianoforte (A1; A3; B1; B4), Fender Rhodes (B1; B3)
- Aldo Banfi – tastiera  (A2; B4)
- Alessandro Centofanti – tastiera (A3; B3), pianoforte (A2), sintetizzatore (A1-A2; B1; B4)
- Roberto Colombo – pedal steel guitar (B4)
- Goran Marjanovic – violino (A1; B2)
- Claudio Frigerio – violoncello (B1)
- Amedeo Bianchi – clarinetto (A2)
- Claudio Pascoli – sax (A2; B3)
- Marcello Masi – oboe (A4; B1)
- Lucia Poli - voce (A2; B1)
- Lella Esposito, Wanda Radicchi – cori (A1)